# Wüstenjerichow
Wüstenjerichow ist eine Ortschaft und ein Ortsteil von Möckern im Landkreis Jerichower Land in Sachsen-Anhalt.

## Geografie
Das Dorf Wüstenjerichow liegt ca. 19 km südöstlich von Burg am Rande des Landschaftsschutzgebietes Möckern-Magdeburgerforth.

## Geschichte
Wüstenjerichow wurde im Jahr 1285 als Gargowe erstmals urkundlich erwähnt. Die Bezeichnung Wüstenjerichow bürgerte sich seit dem Jahre 1459 ein. Im Landkreis Jerichow I der Provinz Sachsen wurden 1928 die beiden Gutsbezirke Waldrogäsen und Wüstenjerichow zur Landgemeinde Rogäsen-Jerichow zusammengeschlossen. Rogäsen-Jerichow wurde 1964 in Wüstenjerichow umbenannt. Bis zum 31. Dezember 2009 war Wüstenjerichow die kleinste selbständige Gemeinde im Landkreis Jerichower Land mit dem zugehörigen Ortsteil Waldrogäsen und letzter Bürgermeister war Fredi Wolter. Am 1. Januar 2010 wurde Wüstenjerichow in die Stadt Möckern eingemeindet.

## Wappen
Blasonierung: „Von Silber und Blau schräglinks geteilt, oben ein beblätterter grüner Eichenzweig mit zwei silbernen Eicheln in grüner Kapsel, unten eine schräglinks steigende silberne Forelle.“
Das Wappen von Wüstenjerichow nimmt Bezug auf die seit vielen Generationen bis heute im Ort betriebene Fischzucht sowie auf die natürliche Umgebung. Wer durch die Gemeinde fährt, sieht die Forellen- bzw. Karpfenteiche, kann Rast im Gasthaus „Zum Forellenhof“ machen oder das traditionelle Fischerfest miterleben. Aus diesem Grund wurde eine silberne Forelle auf blauem Grund gewählt. Wüstenjerichow und der Ortsteil Waldrogäsen liegen eingebettet in Wäldern mit hohem Eichenbestand; darum ist im Wappen der Eichenzweig enthalten. Die Farben der Gemeinde sind: Blau – Silber (Weiß). Das Wappen wurde vom Magdeburger Kommunalheraldiker Jörg Mantzsch gestaltet und am 14. April 2008 durch den Landkreis genehmigt. Die Flagge ist blau – weiß (1:1) gestreift (Querform: Streifen waagerecht verlaufend, Längsform: Streifen senkrecht verlaufend) und mittig mit dem Wappen belegt.

## Verkehrsanbindung
Die Bundesautobahn 2 mit der Anschlussstelle Theeßen (75) ist fünf Kilometer entfernt.